# Pivdenne, Nikopol
Pivdenne (în ucraineană Південне) este o comună în raionul Nikopol, regiunea Dnipropetrovsk, Ucraina, formată numai din satul de reședință.

## Demografie
Componența lingvistică a satului Pivdenne
     Ucraineană (86,51%)
     Rusă (12,96%)
     Alte limbi (0,39%)
Conform recensământului din 2001, majoritatea populației satului Pivdenne era vorbitoare de ucraineană (86,51%), existând în minoritate și vorbitori de rusă (12,96%).